# Tadeusz Kirschke
Tadeusz Kirschke (ur. 20 września 1908 w Poznaniu, zm. 15 kwietnia 1996 w Londynie) – polski ksiądz, dziennikarz, kapelan Radia Wolna Europa.

## Życiorys
Wychowanek Gimnazjum św. Marii Magdaleny w Poznaniu, tuż po maturze w 1929 r. wstąpił do Seminarium Duchownego w Poznaniu. Po uzyskaniu święceń, przez rok pracował jako wikary w Kępnie i Objezierzu, a w 1935 wyjechał do Francji, aby objąć duszpasterską opieką pracujących tam polskich robotników. W 1940 został kapelanem 5 Małopolskiego Pułku Strzelców Pieszych 2 Dywizji Strzelców Pieszych Wojska Polskiego we Francji. Po klęsce Francji dobrowolnie poszedł do niemieckiej niewoli i trafił do obozu Murnau. Za zgodą Niemców odwiedzał sąsiednie obozy spełniając w nich obowiązki kapłańskie. Przy okazji dla obozowego podziemia przewoził tajną pocztę. Przyłapany na tym został skazany na śmierć i wysłany do obozu koncentracyjnego we Flossenbürgu. Wyroku nigdy nie wykonano, bo krótko przed jego terminem obóz wyzwolili Amerykanie.
Wrócił do Murnau, aby opiekować się byłymi już więźniami. Potem we Włoszech służył w duszpasterstwie 2 Korpusu, gdzie m.in. redagował dwutygodnik religijny W Imię Boże. Razem z nim ewakuowany został do Wielkiej Brytanii. W 1947 był inicjatorem religijnego tygodnika "Życie", którego był nominalnie redaktorem naczelnym. W latach 1948–1952 kierował polskim duszpasterstwem akademickim w Londynie. Od 1952 pracował w RWE w Monachium. W radiu prowadził audycje o tematyce religijnej, m.in. "Wiadomości kościelne", "Kościół walczący", transmitowano także Mszę św. z jego kazaniami (najpierw z parafii św. Barbary w Monachium, później z jednego z londyńskich kościołów). W 1977 przeszedł na emeryturę i powrócił do Wielkiej Brytanii.
Został powołany przez Prezydenta RP na uchodźstwie na członka VII Rady Narodowej Rzeczypospolitej Polskiej od 17 grudnia 1983.
Zarządzeniem z 15 sierpnia 1985 Prezydenta RP na uchodźstwie Edwarda Raczyńskiego został odznaczony Krzyżem Oficerskim Orderu Odrodzenia Polski za całokształt wieloletniej działalności patriotycznej i opiekuńczej wśród polskiej emigracji, w szczególności wśród młodzieży akademickiej.
Pod koniec życia ciężko chorował na Parkinsona. Zmarł w domu Sióstr Nazaretanek w Hammersmith, gdzie przebywał stale od 1987. Po kremacji jego prochy przewieziono do Poznania i złożono na cmentarzu Miłostowo (pole 5, kwatera A, grób 6).

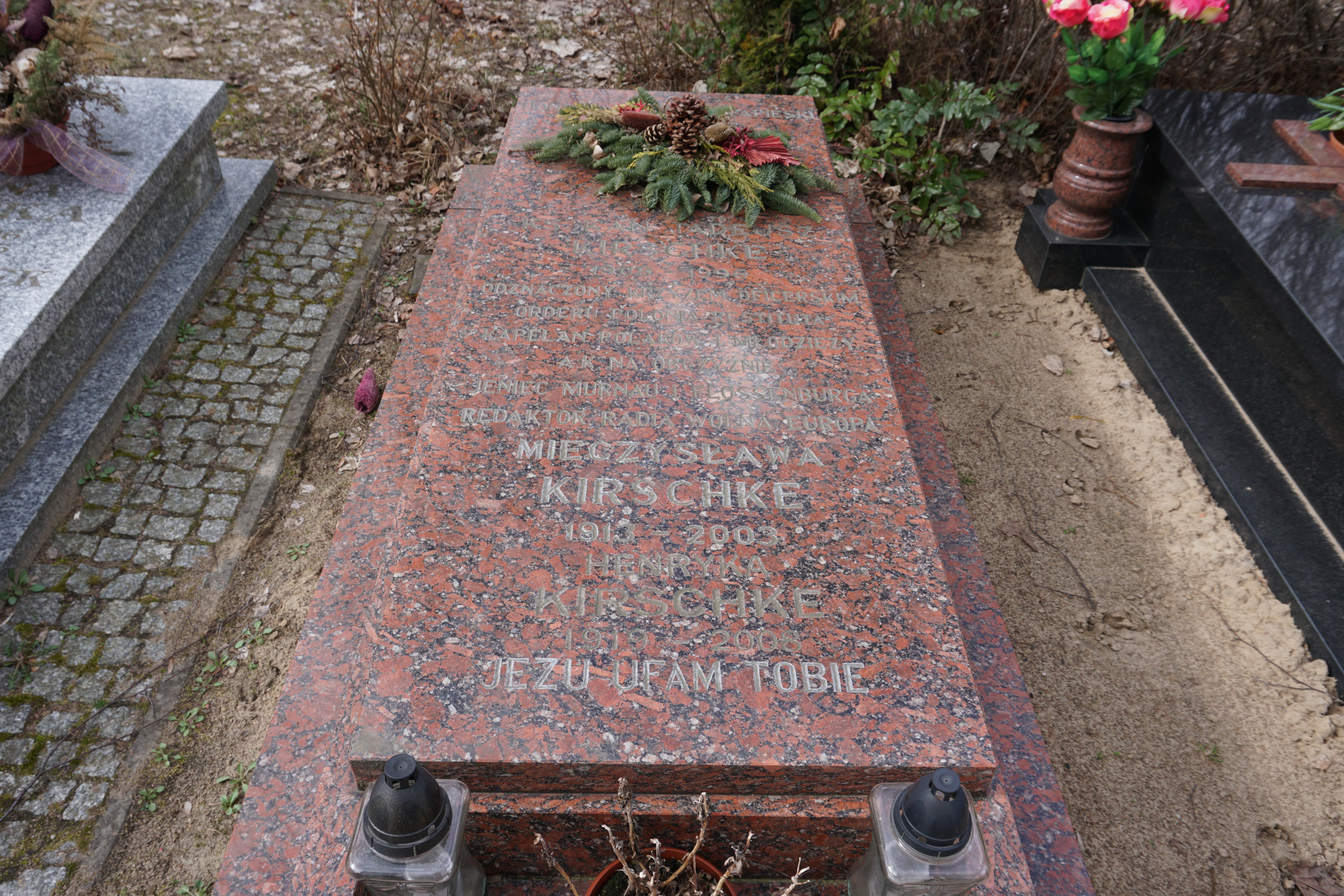
Grób ks. Tadeusza Kirschkego na cmentarzu Miłostowo w Poznaniu